# ニオブララサウルス
ニオブララサウルス Niobrarasaurusは、絶滅した属の一つでノドサウルス類に分類される曲竜類。 8700～8200万年前の白亜紀後期に生息した。カンザス州西部、ニオブララ累層のスモーキーヒルチョーク層から発見されており、そこは白亜紀後期当時、西部内陸海路中央付近だったと思われる。尾に棍棒はもたず、ノドサウルスに近縁である。
模式種ニオブララサウルス・コレイー Niobrarasaurus coleii は1930年に地質学者ヴァージル・コール Virgil Cole により発見された。原記載は1936年の Mehl によって行われ、その時はヒエロサウルス・コレイーと命名されたがヒエロサウルスの模式種 H. sternbergi の固有形質が丸みを帯びた頬骨のみで独自性に欠けるとされヒエロサウルス属が疑問名になった為、本種は1995年にカーペンターによって新属として再記載された。最初の発見から70年後に掘り残されていた断片的な頭骨が採集され、パウパウサウルスに似た狭い頭をもっていたことがわかった。模式標本は 2002年にカンザス州ヘイズのスタンバーグ博物館に移送された。